# Kończyce (Petite-Pologne)
Pour les articles homonymes, voir Kończyce.
Kończyce est une localité polonaise de la gmina de Michałowice, située dans le powiat de Cracovie en voïvodie de Petite-Pologne.